# Gobierno de Vicente Sancho

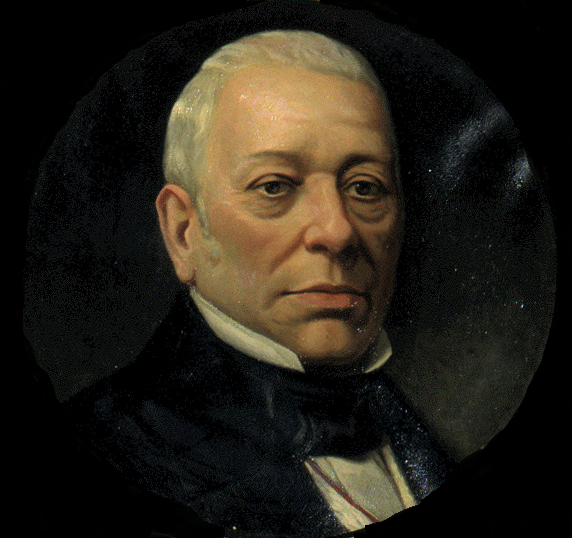
Vicente Sancho

El gobierno de Vicente Sancho se enmarca dentro de la crisis de 1839-1840 suscitada por la actitud tomada por el gobierno de Evaristo Pérez de Castro y la Regente María Cristina de Borbón; como resultado en este período de tres meses se sucedieron cuatro fugaces gobiernos. 
La crisis se originó cuando el gobierno moderado de Evaristo Pérez de Castro no dimitió como resultado de la mayoría progresista salida de las elecciones de 1839. La situación se  agravó con la decisión de Pérez de Castro de suspender las sesiones de las Cortes y luego disolverlas para nuevas elecciones en enero de 1840. 
No obstante el detonante de la revolución liberal de 1840 fue la presentación de la Ley de Ayuntamientos, que suponía supeditarlos al poder central. Los progresistas alegaron que el proyecto del gobierno era contrario al artículo 70 de la Constitución ("Para el gobierno de los pueblos habrá Ayuntamientos nombrados por los vecinos a quienes la ley conceda este derecho"), por lo que recurrieron a la presión popular durante el debate de la ley  y, cuando la ley fue aprobada el 5 de junio, optaron por iniciar una campaña para que la regente María Cristina no sancionara la ley bajo la amenaza de no acatarla.
Los progresistas se acercaron a Baldomero Espartero, el personaje más popular del momento tras su triunfo en la Primera Guerra Carlista, y que se mostraba más próximo al progresismo que al moderantismo, para que evitara la promulgación de esa ley. La Regente se trasladó entonces a Barcelona y se entrevistó con Espartero, pese a los consejos de Espartero para que no sancionara la Ley de Ayuntamientos, acto que la Reina-Regente hizo el 15 de julio de 1840.
Tras la dimisión del gobierno de Pérez de Castro el 18 julio, la reina María Cristina nombró dos gobiernos progresistas en un intento de frenar la ola de protestas. No obstante la situación no mejoró, el gobierno de Antonio González y González dimitió por la oposición de la regente a las demandas del presidente, y su sucesor Valentín Ferraz alegando motivos de salud.
A la espera de hallar un candidato adecuado ocupó la presidencia el moderado Modesto Cortázar, a la sazón ministro de Gracia y Justicia en dicho gobierno.
La Regente se marchó a Valencia debido a que Barcelona se decantaba por los progresistas; a partir del 1 de septiembre de 1840 estallaron revueltas progresistas por toda España en las que se formaron "juntas revolucionarias" que desafiaron la autoridad del gobierno. La primera en constituirse fue la de Madrid encabezada por el propio Ayuntamiento que publicó un manifiesto en el que justificaba su rebelión, en seguida se formó una Junta central presidida por el concejal del ayuntamiento de Madrid Joaquín María López.
El 13 de septiembre llegaba a Madrid unos pliegos emanados por la Regencia para ser entregado a determinados personajes políticos, como la relación entre la Junta y la Regencia estaba prohibida, fueron llamados de oficio a la sede del gobierno revolucionario para recibir en mano la comunicación. Para certificar la acción se presentaron como testigos los generales José Ramón Rodil, Manuel Lorenzo y Narciso López.

Por el administrador de Correos de esta corte se entregaron á esta Junta á las ocho de la noche de ayer cinco pliegos cerrados que desde Valencia condujo un extraordinario para los Sres D. Vicente Sancho, D. Alvaro Gomez Becerra, D. Dionisio Capaz, D. Facundo Infante y D. Domingo Jimenez...
Gaceta de Madrid nº 2149: 19 de septiembre de 1840

Ante la falta de acción frente a la Junta Central y los partidarios de Espartero, el gobierno presentó su dimisión el 16 de septiembre sin haber llegado a funcionar.
Diez días después María Cristina no tuvo más remedio que nombrar presidente del gobierno al general Espartero "en la esperanza de frenar la marea revolucionaria que se había apoderado del país". El general Espartero tras su nombramiento se dirigió a Madrid donde negoció con la Junta Central el final de la rebelión y a continuación viajó a Valencia para presentar a la regente el gobierno que había designado el 8 de octubre y el programa que iba a desarrollar.
| Composición del Gobierno                                               |                        |                                                      |                          |
| Cargo                                                                  | Titular                | Inicio                                               | Fin                      |
| Presidente del Consejo de Ministros                                    | Vicente Sancho         | 11 de septiembre de 1840 (nombrados13 de septiembre) | 16 de septiembre de 1840 |
| Ministro de Estado                                                     | Vicente Sancho         | 11 de septiembre de 1840                             | 16 de septiembre de 1840 |
| Ministro de Gracia y Justicia                                          | Álvaro Gómez Becerra   | 11 de septiembre de 1840                             | 16 de septiembre de 1840 |
| Ministro de la Guerra                                                  | Facundo Infante Chaves | 11 de septiembre de 1840                             | 16 de septiembre de 1840 |
| Ministro de Hacienda                                                   | Domingo Jiménez        | 11 de septiembre de 1840                             | 16 de septiembre de 1840 |
| Ministro de Marina, Comercio y Gobernación de Ultramar                 | Dionisio Capaz Rendón  | 11 de septiembre de 1840                             | 16 de septiembre de 1840 |
| Ministro de Gobernación del Reino para la Península e Islas Adyacentes | Francisco Cabello      | 11 de septiembre de 1840                             | 16 de septiembre de 1840 |